# 고마가미네촌
고마가미네촌(駒ヶ嶺村)은 후쿠시마현 소마군에 있던 촌이다. 현재의 신치정 고마가미네에 해당한다.

## 역사
구 고마가미네촌 지역은 현재 후쿠시마현에 소속되어 있지만, 에도 시대에는 신치 등과 함께 센다이 번영이었으며, 마을 내에는 하마도리 방면의 센다이 번영 최남단 요새인 고마가미네성이 있어 메이지 초까지 북쪽의 미야기현 와타리군과 일체화되어 취급되었다.
- 1889년 4월 1일 - 정촌제 시행과 함께 이전의 고마가미네촌이 단독으로 촌제를 시행해 우다군 고마가미네촌이 성립하였다.
- 1896년 4월 1일 - 우다군과 기타카타군이 합병해 소마군이 성립하여, 소마군 고마가미네촌이 되었다.

## 행정

### 수정
- 역대촌장

| 대 | 성명       | 취임                     | 퇴임                      | 비고 |
| -- | ---------- | ------------------------ | ------------------------- | ---- |
| 1  | 菅原道顕   | 明治22年（1889年）8月1日 | 明治26年（1893年）7月4日  |      |
| 2  | 佐藤左右平 | 明治26年（1893年）7月5日 | 明治30年（1897年）7月4日  |      |
| 3  | 菅原道顕   | 明治30年（1897年）7月6日 | 明治34年（1901年）7月15日 | 재임 |
| 4  | 佐藤左右平 | 明治35年（1902年）2月3日 | 明治38年（1905年）4月7日  | 재임 |
| 5  | 荒川清蔵   | 明治38年（1905年）5月3日 | 大正8年（1919年）         |      |
| 6  | 菅野亀吉   | 大正8年（1919年）        | 昭和2年（1927年）         |      |
| 7  | 渡部子之助 | 昭和2年（1927年）        | 昭和5年（1930年）         |      |
| 8  | 菅野亀吉   | 昭和5年（1930年）        | 昭和13年（1938年）        | 재임 |
| 9  | 大須賀純   | 昭和13年（1938年）       | 昭和21年（1946年）        |      |
| 10 | 目黒捨治   | 昭和22年（1947年）       | 昭和26年（1951年）        |      |
| 11 | 寺島佐平   | 昭和26年（1951年）       | 昭和29年（1954年）8月19日 |      |

## 인구
| 1920년 | 2,351명 |  |
| 1925년 | 2,552명 |  |
| 1930년 | 2,641명 |  |
| 1935년 | 2,692명 |  |
| 1940년 | 2,682명 |  |
| 1947년 | 3,757명 |  |
| 1950년 | 3,596명 |  |

## 교통

### 철도
- 일본국유철도 조반 선

### 도로
- 국도 6호선
- 현도 시로이시나카무라선 (현:국도 113호선)

## 참고문헌
- 『新地町史』（福島県相馬郡新地町）
  - 資料編（1982年）
  - 自然・民俗編（1993年）
  - 歴史編（1999年）